# Tuğrul Özer
Tuğrul Özer (Estambul, 7 de agosto de 1987) es un deportista canadiense de origen turco que compite en tiro, en la modalidad de pistola. En los Juegos Panamericanos de 2023 obtuvo una medalla de oro en la prueba de pistola 10 m.

## Palmarés internacional
| Juegos Panamericanos | Juegos Panamericanos | Juegos Panamericanos | Juegos Panamericanos |
| Año                  | Lugar                | Medalla              | Prueba               |
| -------------------- | -------------------- | -------------------- | -------------------- |
| 2023                 | Santiago (Chile)     | Medalla de oro       | Pistola 10 m         |